# Philipp Tschauner
Philipp Tschauner (né le 3 novembre 1985 à Schwabach) est un ancien footballeur allemand qui évolue au poste de gardien de but.

## Biographie
Il commence sa carrière avec le FC Nuremberg. Il connaît là-bas toutes les équipes de jeunes, puis participe à l'Euro des moins de 19 ans avec l'Allemagne en 2004 et celui des moins de 20 ans en 2005.
Lors de la saison 2003/04, il devient le troisième gardien du FC Nuremberg. Le 22 octobre 2005, il célèbre ses débuts en championnat contre l'Arminia Bielefeld.
En juin 2006, il est transféré au TSV Munich 1860, où il signe un contrat de trois ans. Il se blesse pour six mois lors de son quatrième match sous le maillot du TSV. Le 27 février 2008, il célèbre son retour dans le derby contre le Bayern Munich à la 35e minute du match, lorsqu'il a remplacé Michael Hofmann, blessé.
Le 30 décembre 2018, il est prêté pour six mois au FC Ingolstadt, alors dernier de 2. Bundesliga.